# 和平广场站
和平广场站是布拉格地铁A线的一座车站，站名源自附近的和平广场（Náměstí Míru）。
和平广场站是布拉格地铁以及欧盟中最深的地铁车站，深达53米。因此，此站拥有欧盟最长的电动扶梯。（长度87米，垂直落差43.5米，共有533级。梯级从一端运行至另一端耗时2分15秒。）不过，此站并非整个布拉格地铁系统的最深点。